# Eumenes marginellus
Eumenes marginellus är en stekelart som först beskrevs av Herrich-Schäffer 1841.  Eumenes marginellus ingår i släktet krukmakargetingar, och familjen Eumenidae. Inga underarter finns listade i Catalogue of Life.